# 十刺岩瓷蟹
十刺岩瓷蟹（学名：Petrolisthes decacanthus）为瓷蟹科岩瓷蟹屬下的一个种。